# Benedetto Santapaola
Benedetto Santapaola detto Nitto (Catania, 4 giugno 1938) è un mafioso italiano, considerato uno tra i più potenti e sanguinari boss mafiosi di Cosa nostra. È soprannominato anche il Cacciatore (per via della sua passione per la caccia) o il Licantropo, poiché si pensava fosse affetto da una rara psicosi, la licantropia clinica (ma tale notizia è falsa)..

## Biografia

### La scalata al potere

#### Gioventù
Nitto Santapaola nasce nel quartiere di San Cristoforo da una famiglia povera. È affetto da diabete. Frequenta una scuola salesiana, ma si ritira presto, dedicandosi alle rapine. Ufficialmente, Santapaola prima della latitanza svolge vari lavori, tra cui: il venditore ambulante di generi ortofrutticoli, di scarpe e articoli da cucina e infine nel 1981 diventa il titolare della Pam Car, la più grande concessionaria di automobili Renault in Sicilia, alla cui inaugurazione parteciparono le principali autorità cittadine, compresi il prefetto e il questore di Catania.
La prima denuncia risale al 1962, per furto e associazione a delinquere. Successivamente venne affiliato nella Famiglia di Catania, divenendo in seguito un capodecina del boss Giuseppe Calderone. Nel 1970 gli è imposto il soggiorno obbligato e nel 1975 viene denunciato per contrabbando di sigarette. Nello stesso periodo entrò in conflitto con il clan dei "Cursoti" e i "Carcagnusi", bande criminali capeggiate da Santo Mazzei, Corrado Manfredi, Giuseppe Garozzo e Jimmy Miano, che gli contendevano la gestione degli affari illeciti a Catania; la faida proseguì fino al 1978 con numerosi omicidi tra entrambi gli schieramenti. L'8 settembre 1978 riesce ad eliminare il suo capo Giuseppe Calderone e dà un chiaro segnale di voler puntare al comando di Cosa nostra nel capoluogo etneo. Santapaola uccise Calderone in accordo con i Corleonesi che non vedevano di buon occhio lo storico boss catanese nella loro ascesa sanguinaria ai vertici di Cosa nostra.

#### L'omicidio Lipari
Il 13 agosto 1980 Vito Lipari, sindaco di Castelvetrano, viene trovato ucciso. Casualmente, un'auto con quattro persone a bordo viene fermata da una pattuglia di carabinieri: i viaggiatori sono Nitto Santapaola, Francesco Mangion e Rosario Romeo (detto Franco), provenienti da Catania, insieme con Mariano Agate, capo-famiglia di Mazara del Vallo, e il suo autista Antonino Riserbato.
Santapaola e i suoi compagni di viaggio non vengono neanche sottoposti al guanto di paraffina perché egli stesso dichiara di essere stato ad una battuta di caccia a casa di un amico. Il capitano Vincenzo Melito va anche a Catania per verificare gli alibi, e al suo ritorno i quattro vengono scarcerati dal magistrato pro-tempore. Nel 1984 viene svelata una parte dei fatti. 
Nell'interrogatorio sarebbe emerso che Santapaola era andato in provincia di Trapani per risolvere dei problemi che aveva l'imprenditore edile Gaetano Graci (l'amico di cui non era stato fatto il nome nel 1980), che aveva degli interessi nel trapanese, per conto di personaggi al di sopra di ogni sospetto.
Melito viene ingiustamente arrestato perché accusato di aver avallato l'alibi di Santapaola in cambio di un'automobile che in realtà era stata regolarmente permutata con altra vettura (una Fiat 131 Supermirafiori): sarà in seguito assolto poiché il fatto non sussiste dalla Corte d'Assise di Palermo con sentenza confermata in Corte di cassazione.
Santapaola, inizialmente, non può essere accusato e viene anche bocciata la proposta del soggiorno obbligato. Condannato in primo grado all'ergastolo per l'omicidio, Santapaola nel 1992 viene assolto dalla corte d'appello di Palermo, e confermata in Cassazione.

#### La strage della circonvallazione

La strage della circonvallazione

Dopo l'uccisione di Calderone, scoppiò a Catania una sanguinosa faida tra i fedelissimi di Santapaola (appoggiati dai Corleonesi) e quelli di Alfio Ferlito (vicino invece ai boss della "mafia perdente" quali Stefano Bontate, Salvatore Inzerillo e Gaetano Badalamenti), che culminò nella strage di via dell'Iris del 26 aprile 1982, avvenuta nel quartiere San Giorgio a Catania (sei morti e cinque feriti).
Il 16 giugno 1982 Alfio Ferlito viene ucciso con tre carabinieri che lo stavano scortando in carcere da Enna a Trapani, nella cosiddetta strage della circonvallazione di Palermo. È la conclusione di una guerra di mafia che ha insanguinato per anni Catania. Al Maxiprocesso di Palermo, Santapaola venne condannato all'ergastolo come mandante della strage.
La strage della circonvallazione creò una frattura insanabile: il delfino di Ferlito, Salvatore Pillera (detto "Turi cachiti"), raccolse i fedelissimi del suo “padrino” e fuoriuscì definitivamente da Cosa nostra catanese fondando un gruppo malavitoso autonomo, in cui spiccavano il futuro giovane capomafia Salvatore Cappello e Giuseppe Sciuto (detto “Tigna”).
Nel 1995 la scissione sarebbe stata ricomposta tanto che Pillera e Santapaola furono visti scambiarsi cordiali saluti durante una loro traduzione nell'aula bunker del carcere di Bicocca ma la "pax mafiosa" non sarebbe stata accettata da una frangia del gruppo di Pillera, capeggiata dal capomafia detenuto Salvatore Cappello, che continuò il conflitto contro i Santapaola e i loro alleati.

#### La strage di via Carini

Carlo Alberto dalla Chiesa

Il 3 settembre 1982 il prefetto Carlo Alberto dalla Chiesa, insieme alla moglie Emanuela Setti Carraro e all'agente di scorta Domenico Russo, è vittima di un agguato dopo appena quattro mesi di servizio a Palermo: è la strage di via Carini. Poche settimane dopo il delitto, Santapaola venne accusato da un sedicente testimone oculare, Giuseppe Spinoni, di essere uno dei killer che spararono contro dalla Chiesa e la moglie. Per questi motivi, la foto di Santapaola finì su tutti i giornali nazionali ed, essendo tra i principali indagati per gli omicidi, si diede alla latitanza. A proposito di questi fatti, il giornalista e scrittore Claudio Fava (figlio di Giuseppe Fava) formulò gravi accuse nei confronti del quotidiano catanese La Sicilia e del suo direttore Mario Ciancio Sanfilippo:
(Claudio Fava, La mafia comanda a Catania 1960/1991, Laterza)
Tuttavia le indagini rivelarono che Spinoni era un mitomane ma Santapaola rimase uno dei maggiori indagati poiché il giudice Giovanni Falcone riuscì a dimostrare un suo interesse quantomeno indiretto nel delitto dalla Chiesa: il prefetto infatti, appena insediatosi, aveva puntato il suo interesse sugli affari degli imprenditori catanesi Carmelo Costanzo, Gaetano Graci, Mario Rendo e Francesco Finocchiaro e sui loro rapporti con Santapaola. Nel 1984 Tommaso Buscetta rivelò al giudice Falcone che gli uomini di Santapaola parteciparono al delitto dalla Chiesa per ricambiare il "favore" dell'omicidio di Alfio Ferlito. Al Maxiprocesso di Palermo, Santapaola venne condannato in primo grado all'ergastolo come mandante insieme ai membri della Cupola mafiosa di Palermo ma venne assolto in tutti gli altri gradi di giudizio "per non aver commesso il fatto".

### La latitanza

#### La vicenda dei casinò di Campione e Sanremo

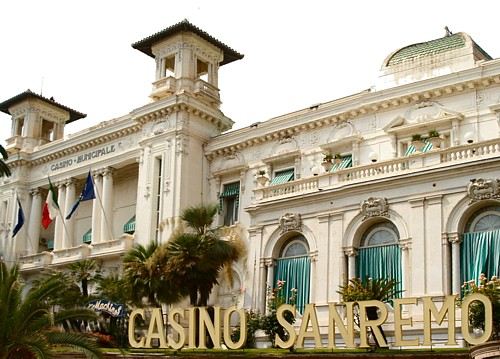
Il celebre casinò di Sanremo, entrato nelle mire della cordata di imprenditori prestanome di Santapaola.

L'11 novembre 1983 la Guardia di Finanza fece irruzione nei casinò di Sanremo, Venezia, Campione d'Italia e Saint Vincent, portando all'arresto di una quarantina di persone: secondo le indagini, la Sit, società formalmente intestata all'ingegnere Michele Merlo (ex giocatore d'azzardo), Gaetano Corallo e Ilario Legnaro (presidente della Pallacanestro Varese), si sarebbe accaparrata la gestione del casinò di Campione e avrebbe corrotto numerosi politici e amministratori comunali di Sanremo per aggiudicarsi anche l'appalto per il casinò di quella città per conto del clan di Nitto Santapaola. L'anno successivo l'inchiesta sui casinò si arricchì con le dichiarazioni del collaboratore di giustizia Angelo Epaminonda, il quale affermò ai giudici milanesi che la vicenda dell'aggiudicazione della gara di gestione del casinò di Sanremo non era altro che una disputa tra due cordate di imprenditori che avevano alle loro spalle mafiosi palermitani (Salvatore Enea e Giuseppe Bono) e mafiosi catanesi (Santapaola). Il processo si aprì soltanto nel 1989 e si concluse l'anno successivo in primo grado con la condanna di Corallo, Legnaro e Merlo per associazione mafiosa mentre Nitto Santapaola venne assolto per insufficienza di prove.
Antonino Calderone, interrogato dal giudice Falcone nel 1987, dichiarò: «Ignoro se Gaetano Corallo e Ilario Legnaro abbiano degli interessi nell'America centrale legati alle case da gioco, ma io li conosco bene entrambi poiché sono catanesi. (...) I due sono molto legati a Nitto negli interessi che gravitano intorno alle case da gioco e dai discorsi che faceva Corallo posso dire che Legnaro era in posizione superiore rispetto a Corallo stesso. Nitto s'incontrava quasi ogni sera all'Hotel Excelsior di Catania con Corallo, quando questi si trovava in città». Giovanni Brusca, in un interrogatorio del 7 maggio 2001, racconta che, attraverso Ilario Legnaro, Santapaola «riusciva a riciclare ingenti somme di denaro, nell'ordine di miliardi».

#### L'omicidio Fava

Giuseppe Fava

Il 5 gennaio 1984 Giuseppe Fava, giornalista fondatore della rivista I Siciliani, viene ucciso davanti al teatro Stabile in via dello Stadio a Catania. Il movente è inizialmente coperto da tutti. La Procura indaga a 360°, il quotidiano La Sicilia parla di "questioni di natura privata". La realtà è riassunta nella frase del Sottosegretario della Pubblica Istruzione durante l'ultimo governo Spadolini, Antonino Drago: bisogna «chiudere presto le indagini altrimenti i cavalieri se ne andranno».
I "cavalieri" di cui parla sono i "quattro cavalieri dell'apocalisse mafiosa", così definiti da Giuseppe Fava nella storica copertina del primo numero de I Siciliani del gennaio 1983: erano i cavalieri del lavoro che gestivano l'imprenditoria edile catanese (e siciliana) a cavallo degli anni settanta-ottanta: Mario Rendo, Carmelo Costanzo, Francesco Finocchiaro e Gaetano Graci.
I rapporti tra il clan di Santapaola e i cavalieri vengono fuori grazie al lavoro della redazione de I Siciliani. Nel primo articolo si fa solo l'accenno a «quello che appare, quello che la gente pensa e quello che probabilmente è vero»: appare che sono tutti inquisiti per reati anche gravi, si pensa che sono stati loro ad ordinare l'omicidio di Carlo Alberto dalla Chiesa e probabilmente c'è una mutua protezione ma non ci sono le prove.
La collusione tra i cavalieri e la mafia viene ribadita nei processi degli anni novanta, tra cui quelli per l'omicidio Fava, soprattutto grazie ad alcune foto scoperte durante una perquisizione nell'abitazione di Rosario Romeo (braccio destro del boss), in cui Santapaola appariva in compagnia di vari esponenti del potere catanese: «il sindaco, il presidente della provincia, il questore, il prefetto, un deputato regionale dell'Antimafia, un segretario di partito, qualche giornalista, il rampollo di uno dei quattro cavalieri, il genero di un altro cavaliere...» Queste foto vennero acquisite dal giudice Giovanni Falcone e messe agli atti del Maxiprocesso di Palermo.
Il processo si conclude solo 19 anni dopo, quando nel processo "Orsa Maggiore 3" vengono condannati Maurizio Avola come esecutore, Nitto Santapaola come mandante e Aldo Ercolano come organizzatore. Vengono invece assolti Vincenzo Santapaola, Marcello D'Agata e Francesco Giammuso, i sicari che probabilmente avevano accompagnato Avola durante l'omicidio.

#### Le stragi di Capaci e via D'Amelio

La strage di Capaci (23 maggio 1992)

Il 23 maggio 1992 un tratto dell'autostrada A29, all'altezza dello svincolo di Capaci, venne distrutto dall'esplosione di 500 kg di esplosivo che uccisero Giovanni Falcone, la moglie Francesca Morvillo e gli agenti della scorta Vito Schifani, Rocco Dicillo e Antonio Montinaro: è la strage di Capaci. Nel 1997 Santapaola venne condannato all'ergastolo in primo grado come mandante della strage di Capaci in quanto membro della "Cupola regionale" di Cosa nostra: ad inchiodarlo, le dichiarazioni dei collaboratori di giustizia Leonardo Messina, Maurizio Avola, Giuseppe Pulvirenti e Filippo Malvagna i quali affermavano che il boss catanese avrebbe partecipato nel settembre-ottobre 1991 a delle riunioni di vertice nelle campagne di Enna in cui venne deciso l'attentato e i giudici posero a fondamento della condanna anche il fatto che l'artificere della strage Pietro Rampulla, residente nella provincia di Catania, poté essere "usato" dagli attentatori solo con il preventivo permesso di Santapaola, capo mafioso di quella provincia, nel pieno rispetto delle regole di Cosa nostra.
Il 19 luglio 1992 si verifica la strage di via D'Amelio, in cui perdono la vita il giudice Paolo Borsellino e gli agenti della scorta Emanuela Loi, Walter Eddie Cosina, Claudio Traina, Vincenzo Li Muli e Agostino Catalano. Santapaola fu tra gli imputati nel terzo processo per la strage di via d'Amelio (denominato "Borsellino ter") sempre in qualità di mandante. Il 9 luglio 2003 lo stralcio del Borsellino ter e parte del procedimento per la strage di Capaci, entrambi rinviati dalla Cassazione alla Corte d'assise d'appello di Catania, vennero riuniti in un unico processo e nel 2006 Santapaola venne condannato all'ergastolo per entrambe le stragi, sentenza divenuta definitiva nel 2008.

#### L'omicidio Lizzio
L'ispettore capo Giovanni Lizzio fu ucciso in un agguato il 27 luglio 1992, appena otto giorni dopo la strage di via D'Amelio: si trattò del primo poliziotto assassinato a Catania. L'ispettore Lizzio era passato da un anno al comando del nucleo anti-racket della questura e, grazie anche alla collaborazione di alcuni commercianti, era riuscito ad arrestare numerosi esattori del pizzo legati ai clan mafiosi del capoluogo etneo.
Giovanni Brusca affermò che ci fu la volontà da parte di Totò Riina di allargare gli attentati contro uomini dello Stato da Palermo alla stessa Catania e la scelta cadde sull'ispettore Lizzio perché impegnato nella ricerca di latitanti, in particolar modo di Santapaola. Secondo il racconto di Maurizio Avola, Santapaola sarebbe stato contrario all'assassinio di Giovanni Falcone, poiché il boss catanese «non ha mai voluto combattere lo Stato, neanche uccidere un poliziotto a Catania» e perciò l'omicidio di Giovanni Lizzio fu quindi un gesto compiuto «a malincuore» per compiacere Riina.
Nel 1996 il processo "Orsa Maggiore" si concluse con la condanna all'ergastolo per Santapaola come mandante dell'omicidio Lizzio e nel 2008, in un altro dibattimento, vennero condannati in qualità di esecutori materiali del delitto Natale Di Raimondo e Umberto Di Fazio a 12 anni di reclusione (uno sconto di pena per la collaborazione con la giustizia) mentre ebbero trent'anni Francesco Squillaci e Giovanni Rapisarda, poi assolto in appello; assolti invece Filippo Branciforti e Francesco Di Grazia.

#### La cattura
All'alba del 18 maggio 1993 viene arrestato in un casolare nelle campagne di Mazzarrone (CT) dopo undici anni di latitanza, nell'ambito dell'operazione Luna Piena (perché il capomafia, nelle intercettazioni dei suoi fedelissimi, era stato ribattezzato “u' licantropo”) che venne condotta dai dirigenti del Servizio Centrale Operativo della Polizia di Stato Antonio Manganelli e Alessandro Pansa e vide impiegati quattrocento agenti. Al momento dell'arresto, Santapaola non oppose resistenza poiché stava dormendo a fianco della moglie Carmela Minniti. Gli agenti trovarono una Bibbia sul suo comodino e una piccola cappella allestita nel covo. Il reggente del clan Santapaola diventò il nipote Aldo Ercolano, a sua volta arrestato il 27 marzo 1994.

### Operazione "Orsa maggiore"
La notte del 17 dicembre 1993 scattò l'operazione "Orsa maggiore", che prevedeva 156 mandati di cattura contro affiliati e fiancheggiatori del clan Santapaola per associazione a delinquere di stampo mafioso ed una serie di altri reati (tra cui diversi omicidi, come quello del giornalista Giuseppe Fava e dell'ispettore Giovanni Lizzio, e numerosi danneggiamenti a scopo di estorsione, come l'incendio dei magazzini Standa in via Etnea nel 1990) e si basava in gran parte sulle dichiarazioni del collaboratore di giustizia Claudio Severino Samperi. 53 dei 156 ordini di arresto colpirono soggetti già detenuti (tra cui lo stesso Santapaola) e l'operazione occupò in tutto circa mille fra carabinieri, agenti di polizia e finanzieri.

### Le ritorsioni
Il 1º settembre 1995 viene uccisa a colpi di pistola la moglie Carmela Minniti dal collaboratore di giustizia Giuseppe Ferone (detto "cammisedda", ex affiliato del clan Ferlito-Pillera) che approfittò della semilibertà che gli era stata concessa per la sua collaborazione. Ferone raccontò ai giudici il motivo del suo gesto: "L'ho ammazzata per far provare a Santapaola, che non aveva fatto niente per bloccare i killer di mio padre e mio figlio, lo stesso dolore che io ho provato". L'omicidio innescò dibattiti e polemiche sulla troppo disinvolta gestione dei pentiti di mafia, liberi di tornare a delinquere dopo aver ottenuto sconti di pena.

### Detenzione
Detenuto sempre in regime di 41 bis nel carcere di Opera, Santapaola presumibilmente continua a gestire il suo clan dall'interno del carcere con l'aiuto di una serie di "reggenti". Il 4 dicembre 2007, suo figlio Vincenzo Santapaola, che presumibilmente è succeduto al padre, è stato nuovamente arrestato. Vincenzo era stato catturato una prima volta nel 1992 per varie accuse ed è sospettato di aver tentato di riorganizzare l'attività del padre.
Nell’aprile del 2020, in piena emergenza Coronavirus, il Tribunale di Sorveglianza di Milano gli nega gli arresti domiciliari poiché è ritenuto protetto dal rischio del contagio.

## I pentiti

### Maurizio Avola
Nel 1994 il pentito Maurizio Avola, autoaccusatosi di più di 70 omicidi, iniziò a collaborare con la giustizia e rivelò che fu il boss a progettare il delitto Fava nel 1984.
Lo stesso Avola parla anche di presunte frequentazioni tra Santapaola, ed alcuni noti personaggi del mondo delle istituzioni e della politica, come l'uomo dei "servizi deviati", Saro Cattafi e Marcello Dell'Utri. In particolare, i rapporti fra Marcello Dell'Utri e il clan di Santapaola si sarebbero infittiti quando Nitto incaricò Aldo Ercolano di bruciare la sede della Standa di Catania. Dell'Utri, secondo il pentito, sarebbe già stato in contatto con Totò Riina e il boss catanese voleva ottenere un rapporto autonomo con il manager di Publitalia. I due raggiunsero un accordo e Santapaola avrebbe investito molti soldi nelle attività della Fininvest, holding di Silvio Berlusconi, amico di Dell'Utri.
Avola parla anche di presunti rapporti tra mafia, massoneria, Stato Italiano e Servizi Segreti: dichiara che «Tutti i capi mafia sono massoni». Il legame tra l'associazione e la mafia sarebbe stato necessario per stringere rapporti con i giudici corrotti e per pianificare gli investimenti. Anche Rosario Pio Cattafi era un massone e la sua presenza era un legame tra politica e mafia. Rosario Cattafi era considerato come il trait d'union tra Cosa nostra e la politica.
Nel 1997 Avola venne arrestato insieme ad un altro importante pentito catanese, Claudio Severino Samperi, per aver compiuto alcune rapine in banca mentre si trovava nel programma di protezione per i collaboratori di giustizia.
Alla fine dell'estate del 2008 è stato pubblicato un libro intitolato Mi chiamo Maurizio, sono un bravo ragazzo, ho ucciso ottanta persone, edito da Fazi Editore e scritto dai giornalisti Roberto Gugliotta e Gianfranco Pensavalli, con prefazione di Alfio Caruso: il libro, narrato in prima persona dal punto di vista di Maurizio Avola, della moglie e di un giudice, presenta questi ed altri fatti relativi alle questioni qui riportate, esclusivamente basandosi sulle interviste che Avola dal carcere rilasciò negli anni ai due giornalisti.
Tra il 2019 e il 2021 Avola è tornato alla ribalta mediatica grazie ad alcune nuove dichiarazioni da lui rese alla magistratura in cui affermava di aver avuto un ruolo nell'omicidio del procuratore Antonino Scopelliti, nella strage di Capaci e in quella di via d'Amelio insieme a Matteo Messina Denaro, Aldo Ercolano, Marcello D'Agata, Giuseppe Graviano ed addirittura con il supporto del boss italo-americano John Gotti, dichiarazioni che sono confluite nel libro-intervista Nient'altro che la verità (2021), edito da Marsilio e scritto dal giornalista Michele Santoro: l'uscita del libro causò però diverse polemiche poiché le rivelazioni di Avola erano state smentite dalle recenti indagini della magistratura e considerate fuorvianti perché rese a quasi trent'anni dall'inizio della sua collaborazione.

### Antonino Calderone
Antonino Calderone, vice-rappresentante della Famiglia di Catania negli anni settanta, nonché fratello di Giuseppe, boss ucciso da Santapaola nel 1978, si allontanò dal capoluogo etneo nel 1981 per riparare in Francia, consapevole dei rischi personali che correva per essere fratello con il boss ucciso.
Tratto in arresto a Marsiglia, nell’aprile del 1987 iniziò a collaborare con il giudice Giovanni Falcone fornendo nel primo maxiprocesso di Palermo dati probatori utili sulle modalità organizzative delle “famiglie” e delle “province” nonché sulle dinamiche interne di Cosa nostra e i rapporti di Santapaola con politici, imprenditori (tra cui i cosiddetti "quattro cavalieri dell'apocalisse mafiosa" Costanzo, Graci, Rendo e Finocchiaro) e magistrati corrotti che controllavano Catania negli anni ottanta. Calderone raccontò anche al giudice Falcone di aver partecipato all'omicidio di quattro ragazzini, strangolati e gettati in un pozzo perché "colpevoli" di aver scippato la madre di Santapaola ma i cadaveri non furono mai ritrovati.
Nel 1992 Calderone concesse una lunga intervista al sociologo Pino Arlacchi che divenne il libro Gli uomini del disonore, edito da Arnoldo Mondadori Editore, il quale ebbe un grosso successo: il pentito raccontava trent'anni di vita in Cosa nostra, le sue lotte intestine a Catania e a Palermo, i brutali omicidi, i rapporti con il potere legale e le trame diaboliche dei suoi capi, soprattutto i Corleonesi e Santapaola.

### Giuseppe Pulvirenti
Giuseppe Pulvirenti, detto "U' Malpassotu", era il capo del clan di Belpasso, che estendeva la sua influenza su molti comuni dell'hinterland catanese, soprattutto su Misterbianco, dove imponeva il pagamento del pizzo a diversi commercianti e professionisti e costituiva il braccio armato dell'organizzazione di Santapaola. In tale veste, alla fine degli anni '80 partecipò alla faida contro il clan Pillera-Cappello che provocò oltre cinquecento omicidi in circa cinque anni e vide coinvolti anche il clan dei Cursoti e i Laudani. Nel 1991 un'indagine fece emergere che Pulvirenti controllava interi pacchetti di voti in occasione delle elezioni regionali siciliane e, tra i politici coinvolti, figurarono anche il deputato repubblicano Aristide Gunnella, il candidato DC Giovanni Rapisarda e il parlamentare regionale del PRI Alfio Pulvirenti; secondo il decreto del 22 ottobre 1991 che disponeva la sospensione del consiglio comunale di Misterbianco, Pulvirenti ''avrebbe condizionato pesantemente'' la vita economica e politica di quel comune.
Pulvirenti venne arrestato il 2 giugno 1993, nascosto in un bunker sotterraneo nelle campagne di Belpasso, dopo 11 anni di latitanza e 15 giorni dopo la cattura di Santapaola. Un anno dopo l’arresto decise di collaborare con la giustizia, lanciando un appello ai suoi ex compagni mafiosi: "Fratelli, ho deciso di collaborare con la giustizia perché per me è finita, ha vinto lo Stato, ho perduto la mia battaglia. Lo Stato è più forte di me. Deponete le armi, non dovete avere vergogna di arrendervi". Pulvirenti venne "ripudiato" dalla moglie e dai figli per la sua scelta ed iniziò a rendere dichiarazioni su asseriti legami dell'ex ministro socialista Salvo Andò con il clan Santapaola (peraltro non provati) e sul ruolo della mafia catanese nelle stragi di Capaci e via d'Amelio nonché nella campagna stragista del '93. Diversi gregari del clan Pulvirenti seguirono l'esempio del loro capo, come Filippo Malvagna, Orazio Pino, Alfio Licciardello e Giuseppe Scavo.

## Le sentenze

### Condanne
- Nel 1987 al Maxiprocesso di Palermo è stato condannato all'ergastolo in contumacia per la strage della circonvallazione[84][85].
- Nel 1996 viene condannato alla pena dell'ergastolo nel processo "Orsa Maggiore" giacché riconosciuto mandante dell'omicidio dell'ispettore capo Giovanni Lizzio, avvenuto a Catania il 27 luglio 1992.
- Nel 1997 viene condannato in primo grado all'ergastolo per la strage di Capaci[86][87][8]. La sentenza è confermata in appello il 7 aprile 2000. Tra gli altri condannati ci sono anche Provenzano, Riina e Giovanni Brusca.[88]
- Nel 1998 viene chiuso il processo d'appello sulla morte di Giuseppe Fava: Santapaola viene condannato all'ergastolo insieme ad Aldo Ercolano[89]. Il 14 novembre 2003 la sentenza viene confermata dalla Cassazione.[33]
- Nel 1999 si conclude a Caltanissetta il processo in primo grado Borsellino-ter: Santapaola viene condannato all'ergastolo con altri 17 capimafia. Tra di loro ci sono Giuseppe Madonia, Giuseppe Calò e Raffaele Ganci[90][91]. Il 7 febbraio 2002, in appello, la condanna gli viene ridotta a 20 anni[92][93]. Ma nel 2006 venne nuovamente condannato all'ergastolo[37], condanna poi confermata in via definitiva nel 2008 dalla Corte di Cassazione[94].

### Assoluzioni
- Nel 1995, venne assolto per la strage di via Carini dalla Corte d'assise d'appello di Palermo[23].